# Янгантауська сільська рада
Янганта́уська сільська рада (рос. Янгантауский сельский совет) — муніципальне утворення у складі Салаватського району Башкортостану, Росія. Адміністративний центр — село Янгантау.

## Населення
Населення — 1802 особи (2019, 1858 в 2010, 1857 в 2002).

## Склад
До складу поселення входять такі населені пункти:
| Населений пункт    | Населення, осіб (2002) | Населення, осіб (2010) |
| ------------------ | ---------------------- | ---------------------- |
| Ільтаєво, присілок | 161                    | 153                    |
| Комсомол, присілок | 95                     | 221                    |
| Мусатово, присілок | 97                     | 71                     |
| Урдали, присілок   | 41                     | 20                     |
| Чулпан, присілок   | 377                    | 376                    |
| Янгантау, село     | 1086                   | 1017                   |